# Charmoy, Aube
Charmoy är en kommun i departementet Aube i regionen Grand Est (tidigare regionen Champagne-Ardenne) i nordöstra Frankrike. Kommunen ligger  i kantonen Marcilly-le-Hayer som ligger i arrondissementet Nogent-sur-Seine. År 2022 hade Charmoy 63 invånare.

## Befolkningsutveckling
Antalet invånare i kommunen Charmoy
Referens: INSEE